# Austin Powers (pel·lícula de 1997)
Austin Powers (títol original: Austin Powers: Internacional Man of Mystery) és una pel·lícula estatunidenca de Jay Roach estrenada l'any 1997. Es va tractar del primer lliurament de la sèrie de films Austin Powers. Amb Mike Myers, interpreta dos papers principals, explica la història d'Austin Powers, un fotògraf de moda de dia i agent secret de nit, que viatja en el temps amb la finalitat de perseguir el seu enemic jurat, el Doctor Evil. Ha estat doblada al català.

## Argument
El 1967, Austin Powers, el millor dels agents secrets britànics, es fa congelar després que el seu enemic jurat, el Doctor Evil s'ha escapolit a l'espai. Trenta anys després, el 1997, els dos enemics són descongelats i es prepara un nou enfrontament.

## Repartiment
- Mike Myers: Austin Powers/Doctor Evil
- Elizabeth Hurley: Vanessa Kensington
- Michael York: Basil Exposició
- Mimi Rogers: Mrs. Kensington
- Robert Wagner: Número Dos
- Seth Green: Scott Denfer
- Fabiana Udenio: Alotta Fagina
- Mindy Sterling: Frau Farbissina
- Paul Dillon: Patty O'Brien
- Charles Napier: Manant Gilmour
- Will Ferrell: Mustafa
- Christian Slater: L'agent de seguretat
- Carrie Fisher La terapeuta (no surt als crèdits)
- Joann Richter: Model dels anys 60
- Anastasia Nicole Sakelaris: Model dels anys 60
- Afifi Alaouie: Model dels anys 60
- Monet Mazur: La filla del ministre de Defensa
- Mark Bringelson: Andy Warhol
- Clint Howard: L'operador de radar Johnson
- Elya Baskin: General Borschevsky
- Carlton Lee Russell: Gary Coleman
- Daniel Weaver: Vanilla Ice

## Al voltant de la pel·lícula
- Mike Myers fa els dos papers principals del film, cosa que explica que es vegin rarament els dos personatges junts a la pantalla.
- Austin Powers és també un fotògraf de moda britànica reputat: s'inspira en Thomas, el fotògraf del film Blow Up, rodat l'any 1966 (sobretot amb l'escena de la sessió fotogràfica al començament).
- El Dr. Denfer està basat en Ernst Stavro Blofeld (present a Des de Rússia amb amor, Operació Tro,  Només es viu dues vegades, 007 al servei secret de Sa Majestat, Diamants per a l'eternitat, Només per als teus ulls i Mai diguis mai més), en particular sobre la seva aparença a Només es viu dues vegades. També està inspirat pel Agent 007 contra el Dr. No, en referència al seu gat blanc angora, i accessòriament, al seu vestit de coll Mao.[3]
- Mrs. Kensington i la seva filla Vanessa Kensington són tots dos parodies de Emma Peel (Els venjadors).
- Número Dos està basat en Emilio Largo d'Operació Tro.
- Frau Farbissina està basat en Rosa Klebb de Des de Rússia amb amor i Irma Bunt d' Al servei secret de Sa Majestat. El seu nom és una barreja entre les paraules yiddish farbissen punim (rostre sever,) i la paraula italiana furbissima (molt hàbil).
- Crítica: "Encara que la crítica la va qualificar d'abominable, té els seus moments bons i sempre val la pena veure a la sexy Hurley"[4]
- La música dels crèdits del film, Soul Bossa Nova, és una recuperació d'un tema de Quincy Jones extret del seu àlbum Big Band Bossa Nova, estrenada l'any 1962.